# Przeciąganie liny na Olimpiadzie Letniej 1906
Przeciąganie liny na Olimpiadzie Letniej 1906, odbyło się 30 kwietnia. W zawodach uczestniczyły 4 państwa (Cesarstwo Niemieckie, Grecja, Szwecja oraz Cesarstwo Austriackie, które zajęło 4. miejsce). W zawodach tryumfowali zawodnicy z Cesarstwa Niemieckiego. W zawodach udział wzięło 32 sportowców.

## Medaliści
| Konkurencja                         | | | |
| ----------------------------------- | --- | --- | --- |
| Zawody w przeciąganiu liny mężczyzn | Cesarstwo Niemieckie Carl Kaltenbach Josef Krämer Heinrich Rondi Wilhelm Dörr Wilhelm Ritzenhoff Julius Wagner Heinrich Schneidereit Wilhelm Born | Grecja · Spiridon Lazaros · Antonios Tsitas · Spiridon Welas · Wasilios Psachos · Konstandinos Lazaros · Jeorjos Papachristu · Panajotis Triwulidis · Jeorjos Psachos | Szwecja · Anton Gustafsson · Ture Wersäll · Erik Granfelt · Eric Lemming · Carl Svensson · Axel Norling · Oswald Holmberg · Gustaf Grönberger |

## Tabela medalowa
| Poz. | Państwo              |   |   |   | Łącznie |
| ---- | -------------------- | - | - | - | ------- |
| 1    | Cesarstwo Niemieckie | 1 | 0 | 0 | 1       |
| 2    | Grecja               | 0 | 1 | 0 | 1       |
| 3    | Szwecja              | 0 | 0 | 1 | 1       |